# Sally Mortemore
Sally A. Mortemore (Aylesbury, 1961) è un'attrice britannica di teatro, cinema e televisione.

## Biografia
È apparsa in numerosi spettacoli in teatro. Nel cinema è apparsa interpretando il ruolo di Madame Irma Pince, in Harry Potter e la camera dei segreti. Il suo debutto nel cinema è stato in Daphne & Apollo, interpretando Miss Quigley. Il film è uscito nel 1997. In televisione ha interpretato il ruolo di Grace in una puntata della serie inglese Wire in the Blood. È apparsa anche nel cortometraggio The Harvest, del 2006. È apparsa inoltre in una puntata della serie Drop Dead Gorgeous, interpretando Hiawyn Sinclair.

## Filmografia parziale
- Daphne & Apollo - cortometraggio (1997)
- Harry Potter e la camera dei segreti (Harry Potter and the Chamber of Secrets), regia di Chris Columbus (2002)
- Wire in the Blood - serie TV, 1 episodio (2004)
- The Harvest - cortometraggio (2006)
- Drop Dead Gorgeous - serie TV, 1 episodio (2006)